# Флайбано
Флайба̀но (на италиански: Flaibano; на фриулски: Flaiban, Флайбан) е село и община в Северна Италия, провинция Удине, автономен регион Фриули-Венеция Джулия. Разположено е на 104 m надморска височина. Населението на общината е 1209 души (към 2010 г.).